# Thynnidae
I Thynnidi (Thynnidae) sono una famiglia di imenotteri vespoidei.

## Biologia
La maggior parte delle specie sono parassitoidi delle larve di coleotteri, principalmente scarabeidi.

## Tassonomia
La famiglia è composta da 5 sottofamiglie:
- Anthoboscinae
- Diamminae
- Methochinae
- Myzininae
- Thynninae